# Tongva
Els tongva són uns amerindis de Califòrnia que vivien a la conca de Los Angeles i les Illes Santa Bàrbara, en una àrea d'aproximadament 10.000 kilòmetres quadrats. Els tongva també són coneguts com a gabrieleño, fernandeño, i nicoleño, noms europeïtzats que van ser assignats als tongva després de la colonització espanyola. Gabrieleño i fernandeño deriven dels noms missions espanyoles de les missions construït sobre o prop del territori les tribus, la Missió de San Gabriel Arcángel i Missió de San Fernando Rey de España, respectivament, mentre que nicoleño es deriva de l'illa Sant Nicolau. Juntament amb els seus veïns chumash, els tongva eren el poble amerindi més poderós del sud de Califòrnia. En el moment del contacte amb els europeus el seu nombre podia arribar a ser de 5.000 a 10.000 individus. Vivien a les terres baixes al llarg de la costa sud de Califòrnia, en el territori anomenat Puvungna.

## Nom

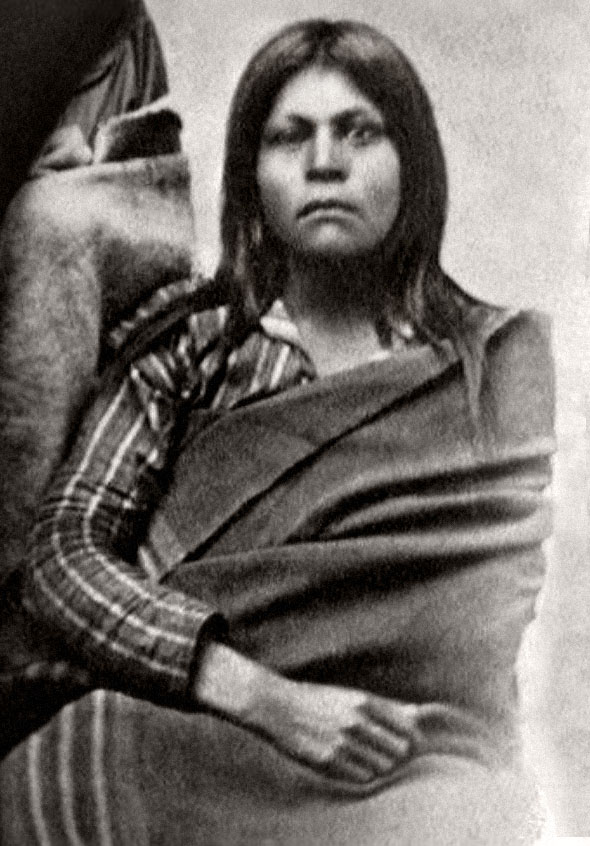
Retrat d'una dona tongva, potser Juana María, darrer supervivent de la seva tribu i darrer parlant conegut de nicoleño.

L'endònim Tongva fou registrat per l'etnògraf estatunidenc Clinton Hart Merriam en 1903 i ha estat àmpliament adoptat pels estudiosos i descendents, encara que alguns prefereixen l'endònim Kizh. Des de 2006 hi ha quatre organitzacions que diuen representar la Nació Tongva: la Tribu Gabrielino-Tongva, coneguda com a grup "guionet" pel guionet del seu nom; la Tribu Gabrielino/Tongva, coneguda com el grup "barra"; la Banda Gabrieleño d'Indis de Missió; i el Consell Tribal Gabrieleño/Tongva. Dos dels grups són el resultat d'una divisió hostil sobre la qüestió de la construcció d'un casino indi. En 1994 l'estat de Califòrnia reconegué els tongva "com a tribu aborigen de la conca de Los Angeles," però cap grup representant dels tongva ha obtingut reconeixement del govern federal. En 2008, més de 1.700 persones afirmen tenir total o parcial d'ascendència tongva.
El primer endònim registrat per al poble tongva és Kizh (pronunciat Kij), des de 1846. Encara que els autors posteriors equipara això amb la paraula per "casa" (sovint pronunciada kizh), Hale creu que la paraula per a casa és kītç en una llista on la llengua és anomenada "Kīj", suggerint que les paraules són distintes. El terme Kizh era usat en aquell moment per designar la llengua, i la fa servir la primera publicació integral sobre la llengua.
En 1875 Yarrow indicava que el nom Kizh era desconegut a la Missió San Gabriel, i que els nadius s'anomenaven a si mateixos Tobikhar, que vol dir "establits", i que parlaven gairebé únicament espanyol. En 1885 Hoffman també es referia als nadius com a Tobikhar.
La paraula Tongva fou recollida per Merriam en 1903 d'un sol informant. Ell la pronuncià Tong-vā; per la seva ortografia, podria ser pronunciada ˈtɒŋveɪ.
"Gabrieleño" o "Gabrielino" és usat en cada nom oficial. El Consell Tribal Gabrieleno/Tongva de San Gabriel al seu web dona com a traducció de Tongva com a "poble de la terra", encara que no n'hi ha cap prova.
La Banda Gabrieleño d'Indis de Missió Indians ha rebutjat el nom Tongva i ha acceptat Kizh com a endònim correcte, i han argumentat enèrgicament contra l'ús de "Tongva".

## Demografia
A finals del 1950 en quedaven menys de 50 gabrielinos i 5 fernandinos; els nicoleño foren extints el 1865. Actualment la seva parla és extinta, i se'ls considerà extints durant molt de temps. Nogensmenys, segons dades del cens dels Estats Units del 2000 hi havia 1.168 censats, més 106 barrejats amb altres tribus, 467 barrejats amb altres races i 34 barrejats amb altres races i altres tribus. En total, 1.775 individus.

## Costums
Ocupaven algunes de les terres més fèrtils i presentables de Califòrnia, i en posseir una civilització més avençada, influïren en llurs veïns. Foren els qui introduïren el culte a l'estramoni al Sud de Califòrnia, i amb ell tota una mena de rites esotèrics i sagrats al voltant de l'al·lucinògen, l'estramoni (Datura strimonium).
Els de l'interior i els de la costa vivien en cases de pals i tendes de catifes, i s'alimentaven de la recollida d'aglans i d'altrse plantes, de la pesca i de la cacera. Els nicoleño i els de les illes vivien a refugis de costelels de balena coberts d'estopa o pells de lleó marí, i s'alimentaven de peix, ocells, musclos i mamífers marins. Empraven morters de pedra mòbils per moldre aliments.
Feien cistells, i els de Santa Catalina obtenien pedra sabonosa amb la qual elaboraven atuells i culleres, vasos cerimonials, escultures artístiques, comptes i ornaments. El comerç entre illencs, els de l'interior i costaners era força intensiu, i la seva moneda era comptes de petxines.
No se sap gaire de la seva organització social, només se sap que cada vila tenia un cabdill hereditari, i que els xamans influïen en les curacions i combatien els encisos. Quaoar era el nom del seu déu creador.

## Història
Moltes línies d'evidència suggereixen que els tongva són descendents dels pobles de parla xoixon de Nevada que es van traslladar al sud-oest a la costa sud de Califòrnia fa 3.500 anys. Aquests migrants van absorbre o expulsar els pobles hoka de la regió. Pel 500 els tongva havien ocupat les terres on se'ls ha associat actualment. La seva era una societat caçadora-recol·lectora però comerciaven activament amb els pobles veïns. Amb el temps les comunitats disperses van parlar dialectes diferents del tongva, part de les llengües takic de la família uto-asteca.. Potser hi ha hagut cinc o més d'aquests dialectes (tres a les Illes del Canal i almenys dos al continent). La llengua tongva es va extingir al segle xx, però avui es parla una forma reconstruïda.
L'exploració espanyola s'inicià a l'àrea de Los Angeles en 1542, però el contacte continu amb el Tongva es va produir només després de l'establiment de la missió de San Gabriel Arcàngel, construïda en 1771. Això va marcar el començament d'una era de reubicació forçada i l'exposició a les malalties europees, el que portà al ràpid col·lapse de la població tongva. A vegades el Tongva van resistir violentament a la dominació espanyola, com la rebel·lió de 1785 dirigida pel cap femení Toypurina. En 1821 Mèxic es va independitzar d'Espanya i el govern va vendre les terres de les missions als ranxers, forçant als tongva a l'assimilació cultural. Tres dècades més tard Califòrnia fou cedida als Estats Units i el govern va signar tractats amb els tongva prometent-los 8,5 milions d'acres (34.000 kilòmetres quadrats) de terres per a reserves, però aquests tractats mai no foren ratificats. A finals del segle xix l'illa tongva havia desaparegut i les comunitats properes eren prop de l'extinció.

### Prehistòria
El territori que en temps històrics va ser ocupat pels tongva havia estat habitat des de fa almenys 8.000 anys. El 2006 va ser descoberta una àrea de molta prehistòrica estimada en 8.000 anys d'antiguitat a la base de les Muntanyes San Gabriel prop d'Azusa, Califòrnia. Es trobaren puntes de fletxa, fogons i lloses de pedra utilitzats per moldre llavors, així com eines i utensilis, però no ossos humans o d'animals.
En 2007 i començaments de 2008 més de 174 restes antigues indígenes americanes van ser desenterrades pels arqueòlegs en el lloc de desenvolupament de Brightwater Hearthside Homes en l'àrea de Bolsa Chica Mesa aln comtat d'Orange (Califòrnia). Aquesta terra fou compartida antigament per les tribus tongva i acjachemem. Aquest lloc ha esetat en el limbe legal durant anys abans que a Heartside se donés permís per iniciar la construcció de més de 300 llars. Els tongva i acjachemem estan en disputa per les restes i com manejar-los.
Com a parlants d'una llengua de la família uto-asteca, els avantpassats remots dels Tongva probablement s'originaren al desert de Sonora, potser fa entre 3.000 i 5.000 anys.
La diversitat entre el grup takic és "moderadament profunda", càlculs aproximats dels lingüistes comparatius col·locaquen la desintegració de takic comú en el luiseño-juaneño en una banda i el tongva-serrano en l'altre fa uns 2.000 anys (comparable a la diversitat de la llengües romàniques d'Europa). La separació del grup Tongva-Serrano en dos grups tongva i serrano és més recent, i possiblement resultat de l'activitat missionera espanyola.

### Història registrada

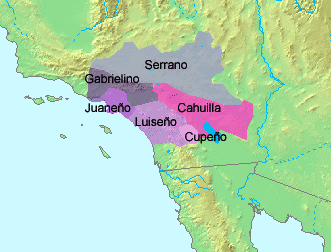
Territori històricament habitat pels tongva en relació amb els dels altres grups de parla takic

Els primers europeus arribaren a la zona de Los Angeles en 1542, quan l'explorador portuguès João Rodrigues Cabrilho arribà a la badia de San Pedro, vora l'actual San Pedro.
La Missió de San Gabriel Arcángel fou establida en 1771. La població Tongva/Gabrielino era numerada en 5.000 individus aleshores. A la Missió de San Gabriel es van produir 25.000 bateigs entre 1771 i 1834.
Els primers estudis etnològics de la població cristianitzada de la zona de San Gabriel, per llavors coneguts com a gabrielino, es van dur a terme a mitjans del segle xix. Aleshores les creences religioses precristianes i la mitologia ja s'estaven esvaint i el llenguatge tongva estava a la vora de l'extinció en 1900, de manera que només s'han conservat els registres fragmentaris de la llengua i la cultura del tongva.
Juntament amb els seus veïns al nord i oest, els chumash, i altres tribus al llarg de la costa del Pacífic, els tongva construïren canoes marítimes que anomenaren ti'at. Per construir-les usaren taules que cosien plegades vora a vora i després calafatejaven i recobrien amb brea de pi, o més comunament el quitrà que estava disponible als jaciments de Ranxo La Brea o l'asfalt que havia encallat per les filtracions de petroli en alta mar. Les titi'at podien portar 12 persones, llurs estris i mercaderies que portaven per a comerciar amb altres pobles de la costa o a les Illes Santa Bárbara.

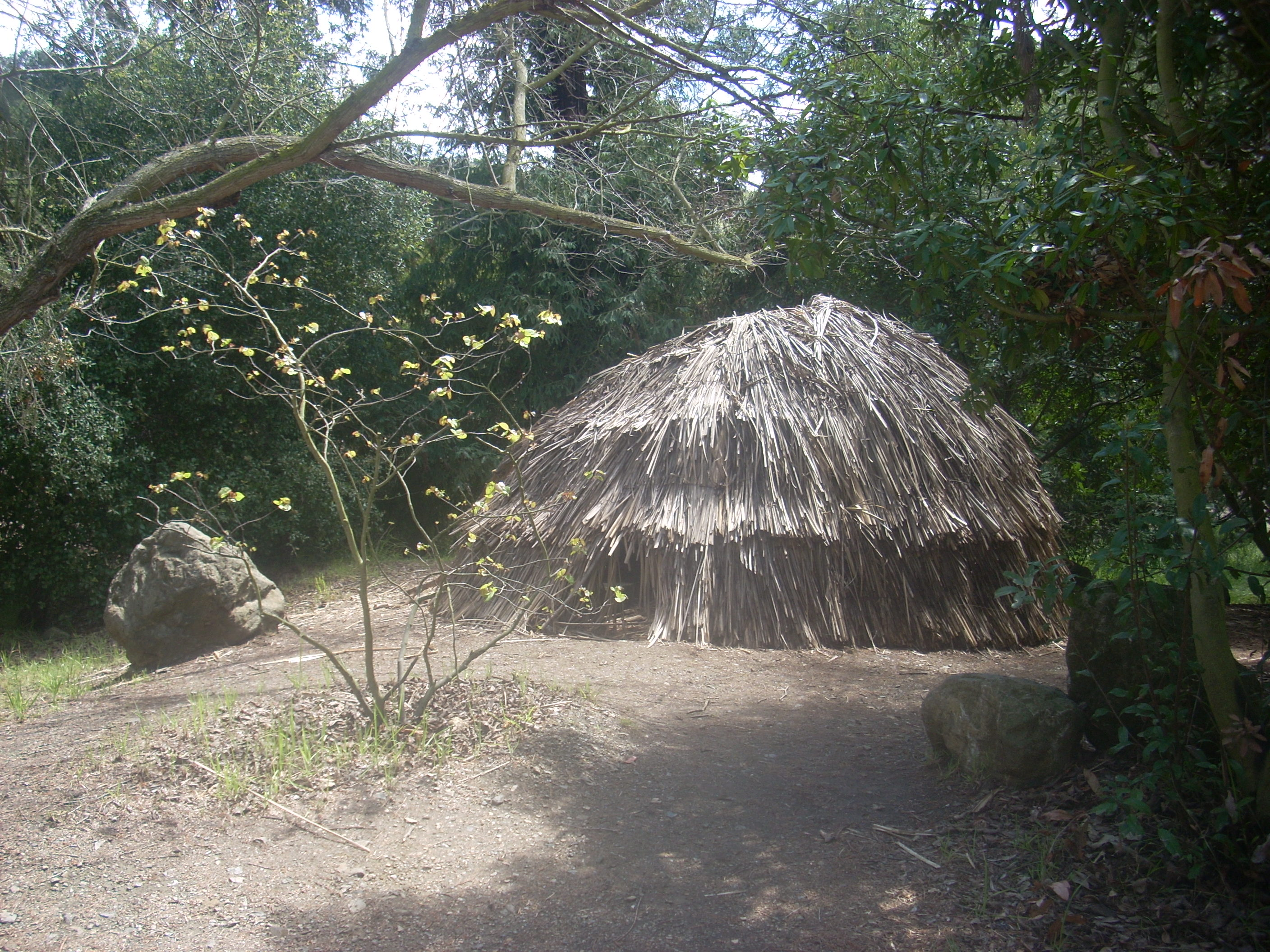
Rèplica d'un ki tongva

La biblioteca de la Universitat Loyola Marymount, situada a Los Angeles (Westchester), compta amb una àmplia col·lecció de materials d'arxiu relacionats amb els tongva i llur història.

## Història actual
Actualment hi ha unes 1.700 persones que s'identifiquen com a membres de la tribu Tongva o Gabreilino tribe. En 1994 l'estat de Califòrnia recognegué la Tribu Gabrielino-Tongva i la Tribu Fernandino-Tongva però no han obtingut el reconeixement federal.
No hi ha una sola organització representativa acceptada per la Nació Gabrielino/Tongva. Això és en gran part degut a una controvèrsia pel que fa a l'obertura d'un casino a la terra que pugui ser considerada part de la pàtria Gabrielino/Tongva. La tribu Gabrielino/Tongva (de vegades anomenada grup "barra") i la tribu Gabrielino-Tongva (de vegades anomenada grup "guió") són les dues principals faccions que defensen un casino de la nació Tongva i el repartiment dels ingressos entre tots els membres de la tribu. El Consell Tribal Gabrielino/Tongva de San Gabriel és la facció principal no dona suport als jocs per als seus membres. Cap d'aquestes organitzacions són reconegudes pel govern federal.

### Història d'organitzacions i controvèrsies pel casino
El 1994 els Gabrielino/Tongva de San Gabriel van demanar el reconeixement federal. Altres grups gabrielino han fet el mateix. El Gabrielino/Tongva del Consell Tribal de Califòrnia i la Banda Costanera Gabrielino-Diegueño d'Indis de Missió la demanaren en 1997. Aquestes sol·licituds de reconeixement federal segueixen pendents. El grup de San Gabriel va rebre l'estatus sense ànim de lucre amb l'estat de Califòrnia el 1994.
El 2001 el consell de Sant Gabriel es va dividir sobre les concessions atorgades als desenvolupadors de Playa Vista i una proposta per construir un casino indi a Compton (Califòrnia). Es va formar una facció de Santa Mònica - de la qual més tard va esdevenir els grups "guió" i "barra " - per a advocar pels joc a la tribu, al que la facció de San Gabriel es va oposar.
El consell de San Gabriel i la facció de Santa Monica es demandaren mútuament per les acusacions que la facció San Gabriel retirà membres per incrementar les accions dels altres membres, i que els registres tribals van ser robats per tal que la facció de Santa Monica obtingués el reconeixement federal.
Al setembre de 2006 la facció de Santa Monica es dividí en els grups "barra" i "guió", dirigits pel secretari tribal Sam Dunlap i per l'advocat tribal Jonathan Stein enfrontats entre si a través de diverses suposades irregularitats fiscals i comentaris despectius fets l'un a l'altre. Des d'aleshores, el grup barra ha contractat l'antic senador estatal Richard Polanco per ser el seu conseller executiu, mentre que el grup guió s'ha aliat amb Stein i va dictar ordres de detenció contra Polanco i els membres del grup guió.
El grup de Stein (guió), que té la base a Santa Monica, ha proposat construir un casino a Garden Grove, aproximadament dues milles al sud de Disneyland. En setembre de 2007 el consell municipal de Garden Grove rebutjà per unanimitat la proposta de casino, i en comptes van optar per construir un parc d'aigua a la terra.

### Qüestions d'ús de la terra
En la Califòrnia contemporània han sorgit controvèrsies en relació amb les qüestions d'ús de la terra i els drets dels nadius americans, incloent els dels tongva. Des de finals del segle xx, tant l'Estat com els Estats Units han millorat el respecte dels drets indígenes i la sobirania tribal, però els conflictes entre els tongva i la població en ràpida expansió de Los Angeles sovint requereixen resolució als tribunals. De vegades, els desenvolupadors han alterat inadvertidament cementiris tongva. La tribu denunciar als arqueòlegs de trencar ossos de restes ancestrals trobats durant una excavació d'un lloc a Playa Vista.
En la dècada de 1990, la Fundació Springs Gabrielino/Tongva reviscolà l'ús de Kuruvungna Springs per a les cerimònies sagrades. Els déus naturals es troben en el lloc d'un antic poble tongva ara desenvolupat com al campus de la University High School de West Los Angeles.
També ha sorgit controvèrsia sobre els usos de la zona tongva anomenada Puvunga, on creuen que és el lloc de naixement del profeta tongva Chingishnish i també que és el lloc de la creació. El lloc conté una deu activa i la zona era antigament habitada per un poble tongva. S'ha desenvolupat com la base de la Universitat Estatal de Califòrnia, Long Beach. Una part de Puvungna, un cementiri a l'extrem oest del campus, està llistat en el Registre Nacional de Llocs Històrics. Des de 1992 els desenvolupadors han intentat diverses vegades construir un centre comercial a la zona.

## Notables tongves
- Cap Red Blood Anthony Morales, cap i líder tribal dels Gabrieleño/Tongva de la Banda San Gabrieleño d'Indis de Missió, ha estat honrat pel seu continu treball i esforços per preservar la cultura indígena americana, els llocs sagrats, i garantir la igualtat de tracte per a tots els nadius nord-americans. El 2008 va rebre el prestigiós "Heritage Award" de l'Aquari del Pacífic a Long Beach, Califòrnia.
- L. Frank, artista, autor, activista indígena de la llengua
- Juana Maria, darrer parlant coneguda de nicoleño i darrer membre supervivent de la tribu
- Julia Louise Bogany, ancià Gabrieleño/Tongva i membre de la Banda San Gabrieleño d'Indis de Missió a la vall de San Gabriel.
- Irene Verdugo, també coneguda com a Irene Valenzuela, amb 95 anys, és un dels descendents més antics de la banda San Gabriel dels Indis de Missió.